# Retamar (Matorral)

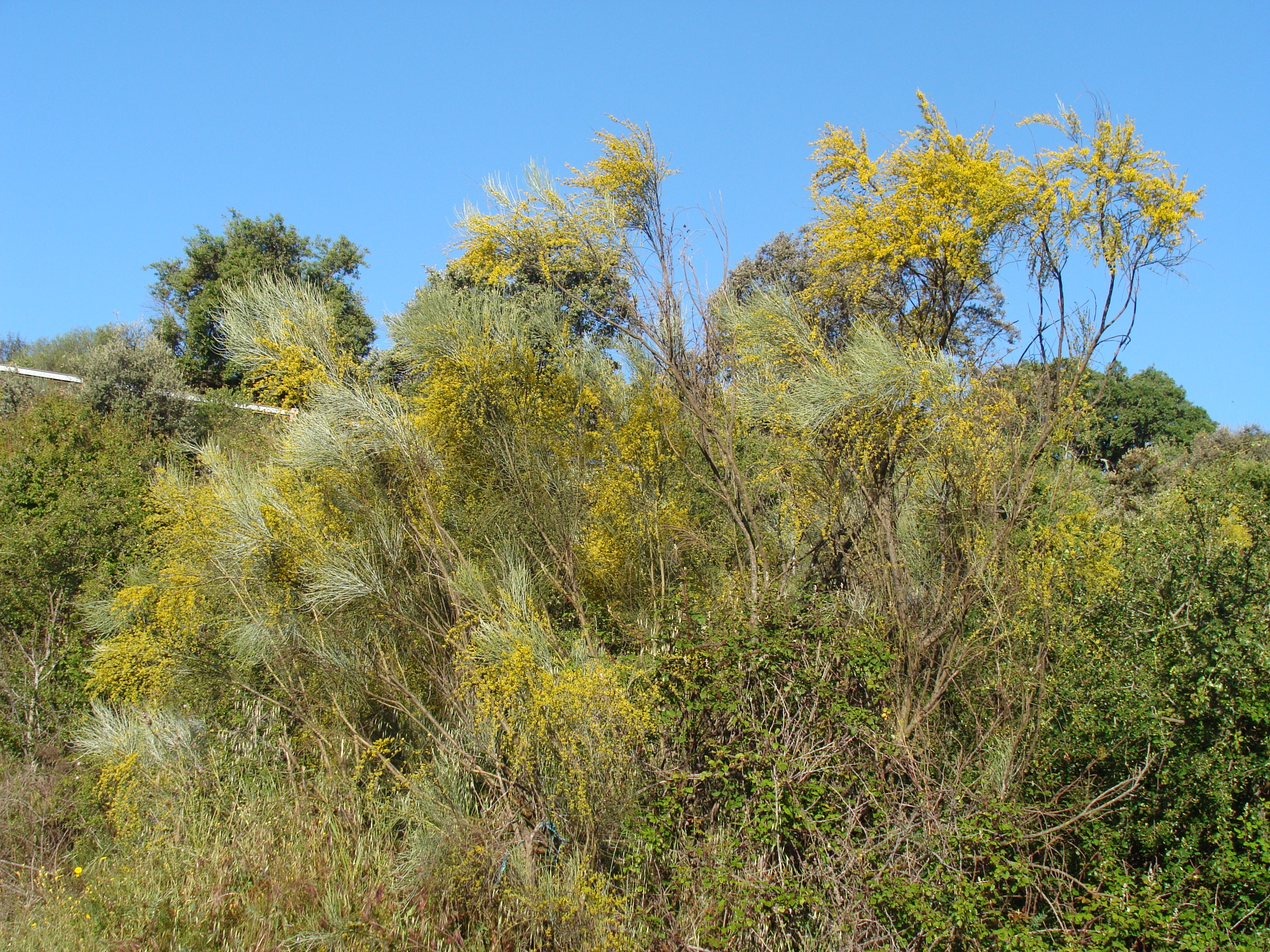
La retama por excelencia

El retamar es un ecosistema de tipo matorral en el que predomina la retama (Retama sphaerocarpa), una leguminosa incluida en el grupo de las genisteas, con pequeñas hojas, de frutos globosos e indehiscentes. La retama es una planta indiferente edáfica que acepta tanto los suelos básicos como los ácidos, permitiéndole su plasticidad ecológica colonizar incluso los suelos yesíferos. De manera parecida a los jarales, los arbustos de retama, cuando son adultos, se encuentran regularmente distribuidos en el espacio, en una formación muy abierta, como resultado de la competencia por los recursos, principalmente agua. El retamar aparece frecuentemente como una etapa de degradación en zonas en las que el ecosistema clímax sería el encinar o el coscojar.
Parece demostrado que en ambientes semiáridos los retamares dan lugar a un estrato herbáceo relativamente tupido, manteniendo un alto grado de diversidad. Este acontecimiento, según algunos autores, convierte a los individuos de retama en islas de fertilidad que contrastan notablemente con las zonas circundantes, tanto por la composición de especies como por la biomasa que se acumula, ya que las hierbas se benefician de la mayor disponibilidad de agua y nutrientes que se dan bajo la copa del arbusto.
De entre las herbáceas más frecuentes ligadas a la retama están Centaurea aspera, Crupina vulgaris, Echinaria capitata, Echium vulgare, Eruca vesicaria, Eryngium campestre, Euphorbia serrata, Plantago albicans, Stipa sp. etc.
Los animales del páramo, como las liebres y perdices rojas y otras como las carracas, gustan de las márgenes de cultivos de mielgas y cereales donde crece esta leguminosa. El conejo de monte mantiene los retamares aclarados, donde se alimenta dando lugar a curiosas formaciones sabanoides. Estos ecosistemas abiertos constituyen magníficos cazaderos para las águilas reales, perdiceras e imperiales.